# Werner Schwarz (Autor)
Werner Christian Schwarz (* 24. Dezember 1961 in West-Berlin) ist ein deutscher Binnenschiffer, Autor, Schriftsteller und Filmemacher.

## Leben
Werner Schwarz wuchs mit sechs Geschwistern bei seiner Mutter in West-Berlin auf. Mit dem Entzug des Sorgerechts ihrer Mutter durch das Jugendamt Berlin wurden Werner Schwarz und seine sechs Geschwister am 1. Februar 1965, der elterlichen Erziehung entnommen. Die Kinder wurden mit den Jahren getrennt und verloren einander aus den Augen. Werner Schwarz wuchs dabei in sieben Kinderheimen in drei Bundesländern auf und besuchte in dieser Zeit sechs verschiedene Schulen. Erst im hohen Erwachsenenalter fand sich ein Teil der Kinder wieder, fanden aber nie wieder zueinander.
Aus der Zeit in den Heimen und dessen Folgen in späteren Jahren berichtet Schwarz in seinen Büchern von Gewaltexzessen, sexuellem Missbrauch, Prügelstrafen, Züchtigungen, Vernachlässigungen in der Erziehung, der Ernährung und schulischen Bildung, Drogen, Alkohol und Spielsucht, Prostitution, Beschaffungskriminalität, Gefängnisstrafen, Suizid, Mord und anderen Tragödien.
Schwarz begann im Alter von 16 Jahren eine Lehre als Binnenschiffer in der Rheinschifffahrt und seinen Nebenwasserstraßen. Er wurde danach Matrose, Steuermann und Kapitän. 1983/84 wurde er als Marinesoldat der deutschen Bundesmarine Turbinengast auf der Fregatte Braunschweig, kehrte zurück in die Binnenschifffahrt und blieb bis 2021 auf diversen Fracht- und Tankschiffen auf den europäischen Binnengewässern tätig. Diese Erlebnisse wurden in Schlechtwetterzonen Band I und II dokumentiert.
2021 wurde Schwarz EU-frühverrentet. Er lebt in Berlin.

## Kritik an der katholischen Kirche
In seinen Büchern macht Schwarz der katholischen Kirche schwere Vorwürfe. In allen, auch den staatlichen Heimen ist sexueller Missbrauch allgegenwärtig gewesen, wie auch drei weitere seiner Geschwister im Erwachsenenalter berichtet haben, die in staatlichen Einrichtungen erzogen wurden. Insbesondere kritisiert Schwarz die nachvollziehbare strukturelle Behinderung der Aufarbeitung der sexuellen Missbrauchsfälle durch die katholische Kirche. Schwarz besteht darauf, dass aktiv missbrauchte Kinder Anerkennung erhalten sollen. Die ungewollte Mitwisserschaft von Kindern im Umfeld missbrauchter Kinder, die ihr Leben lang mit diesem Wissen und dem folgenden Schweigen in Scham und Schuldgefühle versanken, dürften ebenfalls nicht außer Acht gelassen werden. Eine sehr wichtige Zusammenarbeit mit der Arge IAVM, Berlin war 2023 das Pamphlet, welches federführend W. Schwarz als Opfer dieser Geschehnisse, auch wenn er mehr an den schrecklichen Erfahrungen anderer zu leiden hatte, als dass man sich intensiv an ihm selbst zu vergehen versuchte, veröffentlichte.

## Schriftstellerische und filmische Tätigkeit
Schwarz’ Werke, Print-Publikationen und filmische Dokumentationen sind geprägt von seiner Verbundenheit mit der Binnenschifffahrt. Zudem handelt es sich um autobiografische Erlebnisberichte. Seine 2010 begonnenen Niederschriften gab er ab 2018 in der Reihe Schlechtwetterzonen heraus.
Außerdem ist Schwarz Verfasser von Kurzgeschichten sowie Mitautor und Herausgeber von Broschüren zu urbanen und maritimen Themen.

## Publikationen

### Als Autor
- 220 Millionen Tonnen. Binnenschifffahrt Heute und Morgen. Begleitbroschüre zum gleichnamigen Film, Arge IAVM, Berlin 2019, ISBN 978-3-00-063032-3.
- Schlechtwetterzonen. Voraus, voraus und allzeit Gute Fahrt. Autobiografie Band I. Iatros, Sonnefeld 2019, ISBN 978-3-86963-670-2, Selbstverlag: ISBN 978-3-9825114-8-1.
- Schlechtwetterzonen. Wer zu viel rückwärts macht, kommt nicht voraus. Autobiografie Band II. Iatros, Sonnefeld 2020, ISBN 978-3-86963-671-9, Selbstverlag: ISBN 978-3-9825114-1-2.
- Schlechtwetterzonen. Corona, Binnenschiff, das Schleusenmeister und der Drumherum. Autobiografische Erzählungen, Band III. Iatros, Sonnefeld 2020, ISBN 978-3-86963-672-6, Selbstverlag: ISBN 978-3-9825114-4-3.
- Schlechtwetterzonen. Im Schatten der Zufriedenheit. Kriminalroman Band IV. Iatros, Sonnefeld 2021, ISBN 978-3-86963-536-1, Selbstverlag: ISBN 978-3-9825114-7-4.
- Schlechtwetterzonen. Mein Bruder Mario Reich. Teil I: Verdammtes Vaterland. Biografie Band V. Iatros, Sonnefeld 2022, ISBN 978-3-86963-699-3, Selbstverlag: ISBN 978-3-9825114-0-5.
- Schlechtwetterzonen. 350 Jahre? Und keiner hat es so kommen sehen. Zukunftsroman, Band VII. Selbstverlag, Berlin 2022, ISBN 978-3-9825114-6-7.
- Pamphlet an die christliche Welt. Verschwiegen, Vergessen, Verleumdet, Vertuscht, Verzögert, Vernachlässigt, VERGESSEN. Selbstverlag, Berlin 2023, ISBN 978-3-9825114-3-6.
- Schlechtwetterzonen. Schiffers Fritz. Ferien 1973 an Bord bei Onkel Justus. Roman, Band VIII. BoD, Norderstedt 2023, ISBN 978-3-7578-2539-3.
- Schiffers Fritz. Ferien 1973 an Bord bei Onkel Justus. Roman. BoD, Norderstedt 2023, ISBN 978-3-7578-8610-3.
- Mächte, die uns leiten. Cartoon. Tredition, Ahrensburg 2024, ISBN 978-3-384-29728-0.

### Als Mitautor
- mit Thomas Seidel, Björn Seidel-Dreffke, Uwe S. Wunderlich.: Der Mühlengrund Neu-Hohenschönhausen im Wandel – eine (un)endliche Geschichte? – The Silent Gentrifikator. Begleitbroschüre zur DVD-Dokumentation (62 Minuten), Arge IAVM, Berlin 2016[6]
- mit Thomas Seidel, Björn Seidel-Dreffke, Uwe S. Wunderlich: Unser Ostseeviertel in Neu-Hohenschönhausen. Impressionen im Spannungsfeld von urbaner Stadtkultur und natürlicher Umwelt. Begleitbroschüre zur DVD-Dokumentation (65 Minuten), Arge IAVM, Berlin 2020, ISBN 978-3-9822543-9-5.
- mit Thomas Seidel, Björn Seidel-Dreffke: Schweres für die große Stadt. Die außergewöhnliche Reise des MS Bandolino. Begleitbuch zur DVD-Dokumentation (78 Minuten), Arge IAVM, Berlin 2021, ISBN 978-3-9822543-8-8.

## Filme

### Als Soloprojekt
- 2019: 220 Millionen Tonnen. Binnenschifffahrt Heute und Morgen (90 Minuten) (Dokumentation)[7]
- 2019: Der Binnenschiffer fragt nach (36 Minuten) (Der Binnenschiffer klärt auf)[8]
- 2019: Des Schiffers Blicke (3 Minuten) (Gewinner des Hauptpreises beim Neckar Kurzfilm Festival 2019)[9]
- 2020: Schifffahrt tut not (60 Minuten) (Wettbewerbsbeitrag)[10]
- 2020: Friedrich der Schleusenreiher (4 Minuten) (Wettbewerbsbeitrag NaturVision Filmfestival 2020)[11]

### In Zusammenarbeit mit der Arge IAVM (Berlin)
- 2019: keine heimKINDEREIEN (98 Minuten) Erfahrungen älterer ehemaliger Heimkinder im Berufsleben (gefördert durch ESF und LSK Land Berlin).[12]
- 2020: Unser Ostseeviertel in Neu-Hohenschönhausen. Impressionen im Spannungsfeld von urbaner Stadtkultur und natürlicher Umwelt (65 Minuten) (gefördert vom BezirksKulturFounds Berlin-Lichtenberg)[13]
- 2020: Schweres für die große Stadt (78 Minuten) (Eine Dokumentation über den Transport des Golda-Meir-Steges von Deggendorf nach Berlin in die Europacity)[14]
- 2022: 20 Jahre MS WISSENSCHAFT (65 Minuten) (Dokumentation eines Zeitgeschehens)[15]

### Als Drehbuchautor
- 2017: Brunnengeflüster. Ein Theater-Film. 2 DVDs (Teil 1: 45 Minuten, Teil 2: 49 Minuten) (Multimediashow zur Geschichte des Mühlengrundes in Neu-Hohenschönhausen und seines Mühlenradbrunnens des Künstlers Achim Kühn)[16]
- 2018: keine heimKINDEREIEN. Erfahrungen älterer ehemaliger Heimkinder im Berufsleben (98 Minuten) (Dokumentation)[17]

## Rezensionen
Rezensionen erschienen in diversen Zeitschriften:
- Vorstellung des Autors: Werner Schwarz: Ein Binnenschiffer als Buchautor und Filmemacher. Der Schiffermast. Binnenschifferverein Bremen e. V., 2023, S. 6, 9-10.
- Rez. zu Schlechtwetterzonen: Fahren für die Freiheit. BINNENVAARTKRANT, Jg. 23, Ed. 13, 18. Juni – 2. Juli 2019, S. 11.
- Rez. zu Schlechtwetterzonen, Band I-III: Werner Meyer-Deters: Werner Schwarz: Schlechtwetterzonen. 3 Bände. navalis, 1/2021, S. 48–49.
- Rez. zu Schweres für die große Stadt: Christian Knoll: Schweres für die große Stadt. navalis, 1/2021, S. 49.
- Rez. zu Schlechtwetterzonen, Band III: Björn Seidel-Dreffke: Schlechtwetterzonen Band III von Werner Schwarz. Zeitschrift Schleusenschiffer. Offizielles Organ des Schweizerischen Schleusenschiffer Klubs SSK, 2-2021, S. 36–37.
- Rez. zu Schlechtwetterzonen, Band I-II: Rainer Ehm: Ein unglaubliches Buch. Kapitän Werner Schwarz überrascht mit 880 Seiten Autobiografie! Donau-Rundschreiben, 3/21, 37/38, S. 125–127.